# 15G busz (Debrecen)
A debreceni 15G jelzésű autóbusz a Doberdó utca és az Inter-Tan Ker Zrt. között közlekedik. A viszonylatot a Debreceni Közlekedési Zrt. üzemelteti.

## Története
A vonalat 2018. november 1-jén indítja el a DKV a Doberdó utca és az Inter-Tan Ker Zrt. között.

## Útvonala
| Inter-Tan Ker Zrt. felé | Doberdó utca felé |
| --- | --- |
| Doberdó utca vá. – Doberdó utca – Böszörményi út – Pesti utca – Kishegyesi út – Határ út – Richter Gedeon utca – Kígyóhagyma utca – Inter-Tan Ker Zrt. vá. | Inter-Tan Ker Zrt. vá. – Kígyóhagyma utca – Richter Gedeon utca – Határ út – Kishegyesi út – Pesti utca – Böszörményi út – Doberdó utca – Doberdó utca vá. |

## Megállóhelyei
| 0  | Doberdó utca végállomás       | 17 | 2 10Y, 15, 15Y, 22, 24                                 |
| 1  | Árpád Vezér Általános Iskola  | 17 | 2 10Y, 15, 15Y, 22, 24, 34, 35, 35Y, 36                |
| 2  | Békessy Béla utca             | 16 | 15, 15Y, 22, 24, 34, 35, 35Y, 36                       |
| 3  | Agrártudományi Centrum        | 15 | 15, 15Y, 22, 24, 34, 35, 35Y, 36                       |
| 4  | Kertváros                     | 14 | 15, 15Y, 22, 24, 34, 35, 35Y, 36                       |
| 6  | Füredi út                     | 13 | 15, 15Y, 21, 22, 24, 33, 33E, 34, 35, 35Y, 36, 36E, A1 |
| 7  | Tűzoltóság                    | 11 | 15, 15Y, 22, 24, 34, 35, 35Y, 36                       |
| ∫  | Alföldi Nyomda                | 10 | 15, 15Y, 22, 34, 35, 35Y, 36                           |
| 8  | Pesti utca                    | 9  | 11, 12, 14, 22, 24, 33, 33E, 34, 35, 35Y, 36, 42       |
| 9  | Kishegyesi út                 | 8  | 12, 17, 22, 24, 25Y, 45, 46E, 146                      |
| 10 | Dorottya utca                 | 7  | 12, 17, 22, 24, 25Y, 46E, 146                          |
| 11 | Gyepűsor utca                 | 6  | 12, 17, 22, 24, 25Y, 46E, 146                          |
| 12 | Építők útja                   | 5  | 17, 42, 146                                            |
| 13 | Tegez utca                    | ∫  | 17, 42                                                 |
| 14 | Pósa utca                     | 4  | 17, 42, 46E, 146                                       |
| 15 | Ipari Park, bejáró út         | 3  | 146                                                    |
| 16 | FAG                           | 2  | 46E, 146                                               |
| 17 | Richter Gedeon utca           | 1  | 46E, 146                                               |
| 18 | Inter-Tan Ker Zrt. végállomás | 0  | 146                                                    |